# Barichneumon pulchralis
Barichneumon pulchralis là một loài tò vò trong họ Ichneumonidae.